# Biedronka
Biedronka est une chaîne de supermarchés polonaise. Il s'agit de la plus grande chaîne de magasins discount en Pologne avec 3 283 magasins et 70 000 employés en 2022. Elle appartient au groupe portugais Jerónimo Martins. Le nom Biedronka signifie « coccinelle » et une coccinelle de dessin animé sert de logo à l'entreprise.
Biedronka vend principalement des produits locaux, dont beaucoup sont fabriqués sous la propre marque de l'entreprise. On y vend également des produits de fabrication portugaise, principalement du vin. Initialement destinée aux clients à faibles revenus, elle est aujourd'hui l'une des chaînes de supermarchés les plus populaires en Pologne.
Biedronka occupe une position dominante sur le marché de détail de l'épicerie en Pologne depuis plus d'une décennie, et son principal concurrent en Pologne est Lidl, bien que la concurrence soit également en hausse de Kaufland et Aldi.

## Histoire
Le fondateur de Biedronka était l'entrepreneur Mariusz Świtalski (en), propriétaire du holding Elektromis (en). Le premier magasin Biedronka a ouvert ses portes le 6 avril 1995, rue Newtona à Poznań. En 1997, Jerónimo Martins a acquis 210 magasins d'Elektromis, marquant le début d'une phase d'expansion significative pour la chaîne.
Depuis lors, Biedronka a connu une croissance rapide, illustrée par des événements marquants tels que l'ouverture de son 1500e magasin en mars 2010 à Poznań, ul. Bobrzańska, puis de la barre symbolique des 2 000 magasins en 2012. En septembre 2014, la chaîne a célébré le lancement de son 2500e magasin et en février 2019, elle atteint le cap des 3 000 magasins.
En 2008, Biedronka a acquis et transformé plus de 120 magasins auparavant exploités par la chaîne allemande Plus (en) en son propre réseau de magasins.
Le succès de Biedronka se reflète dans son ascension constante dans le classement des plus grandes entreprises polonaises. Dans la liste du journal Rzeczpospolita des 500 plus grandes entreprises de Pologne, Biedronka progresse régulièrement chaque année.
De même, dans un classement établi par l'hebdomadaire Polityka, Jerónimo Martins Polska SA, la société mère de Biedronka, a obtenu la 5e place en 2009 et la 4e place en 2010,.

## Galerie

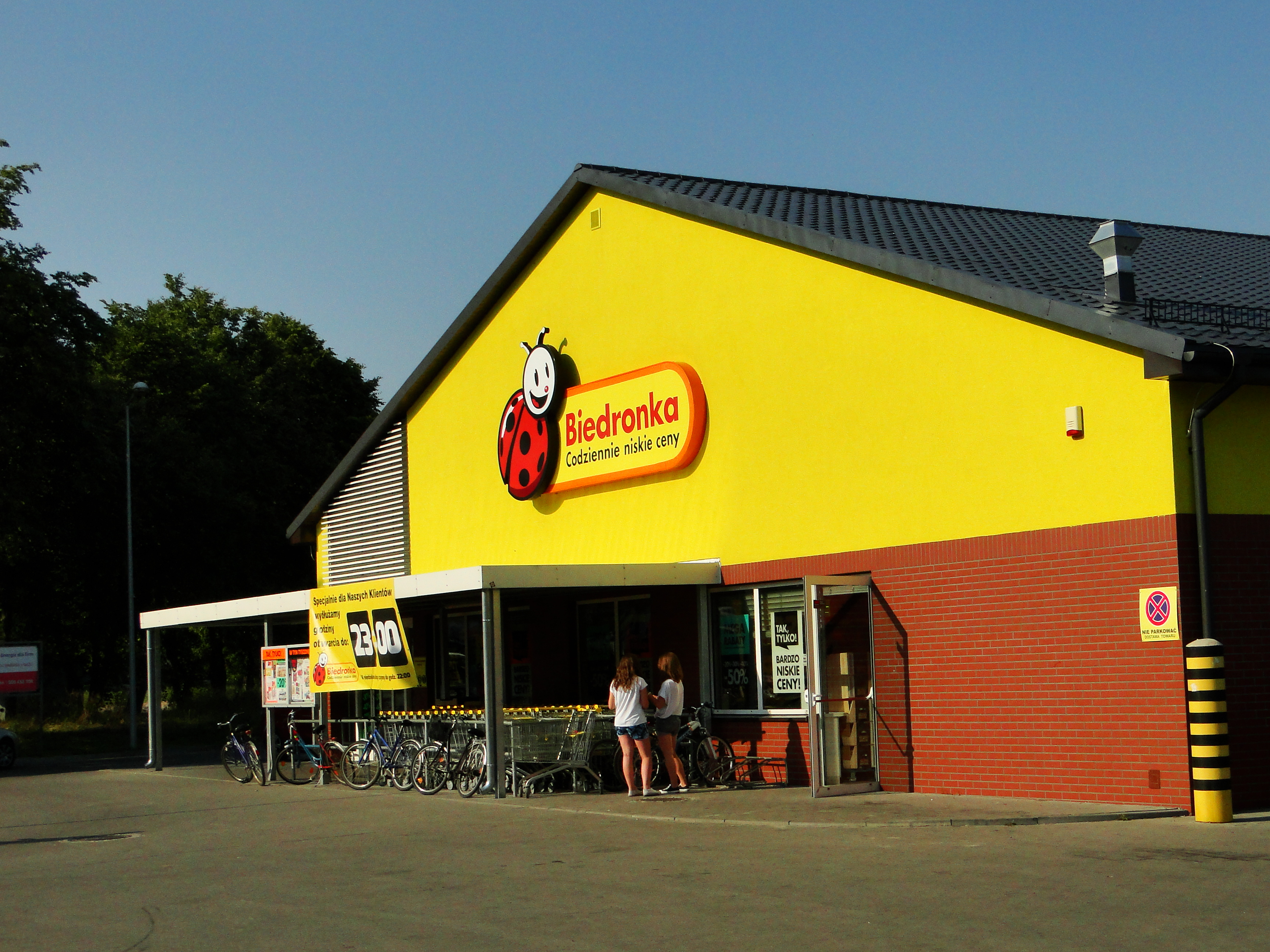
Un magasin Biedronka à Piecki.
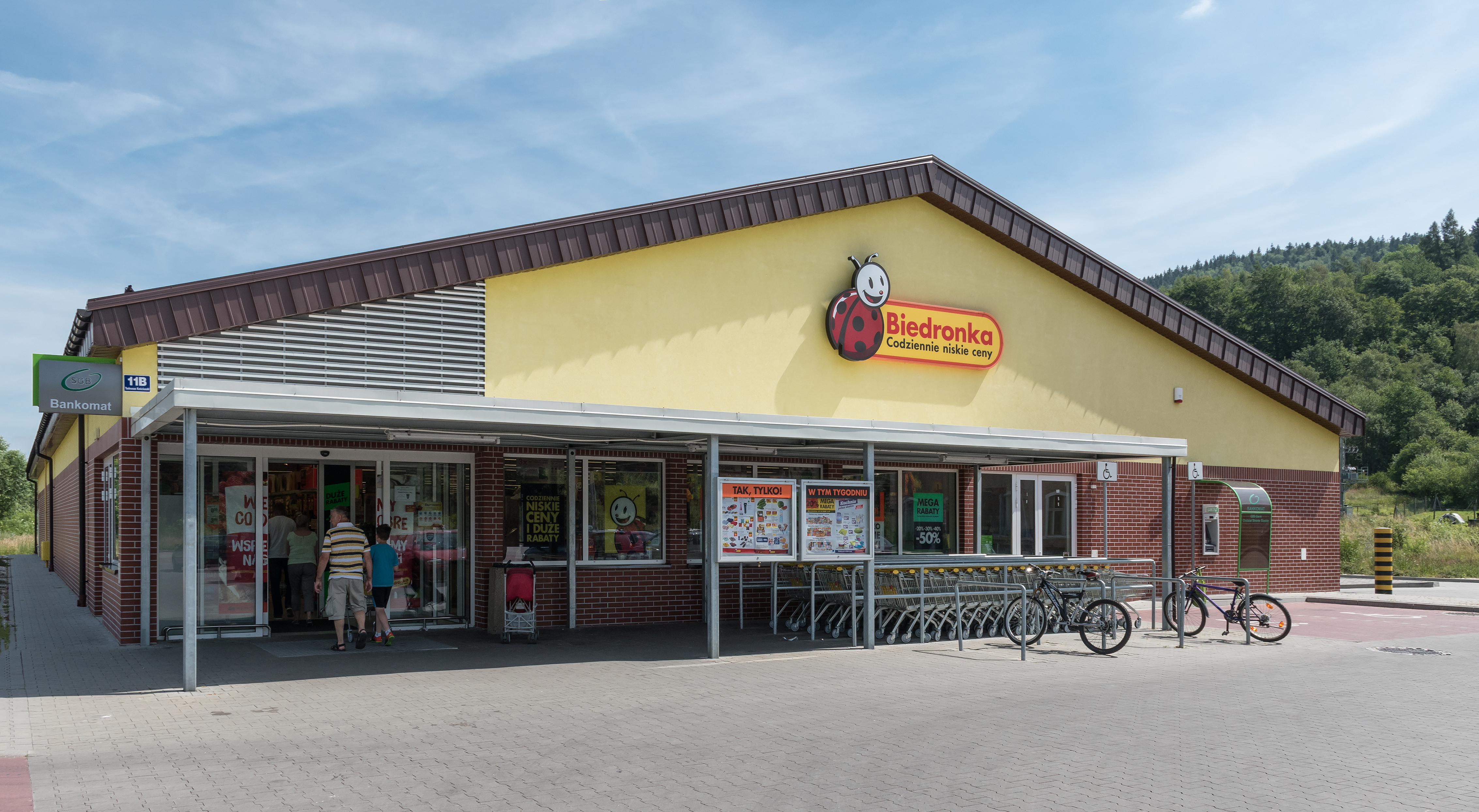
Un magasin Biedronka à Stronie Śląskie.
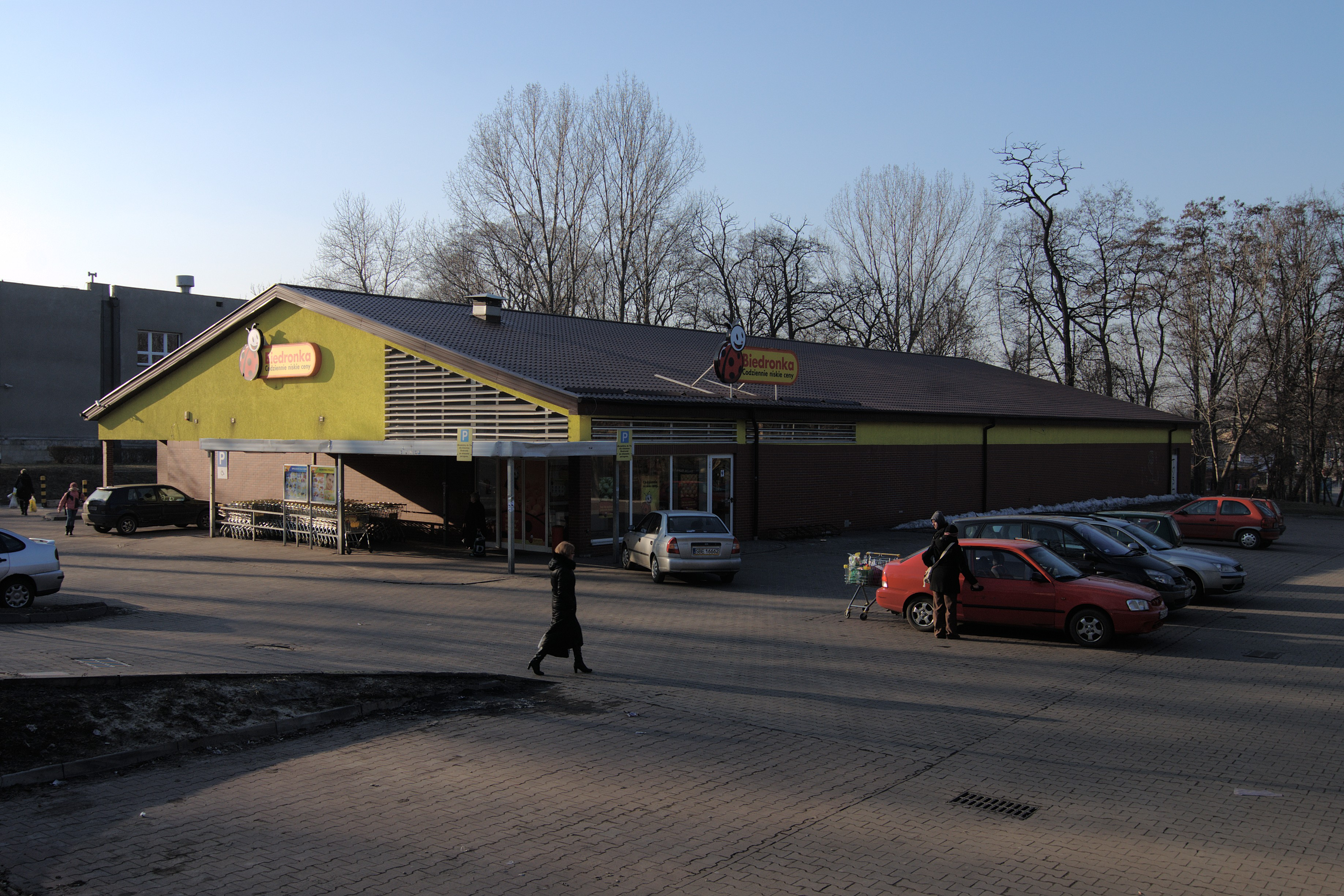
Un magasin Biedronka à Ruda Śląska.
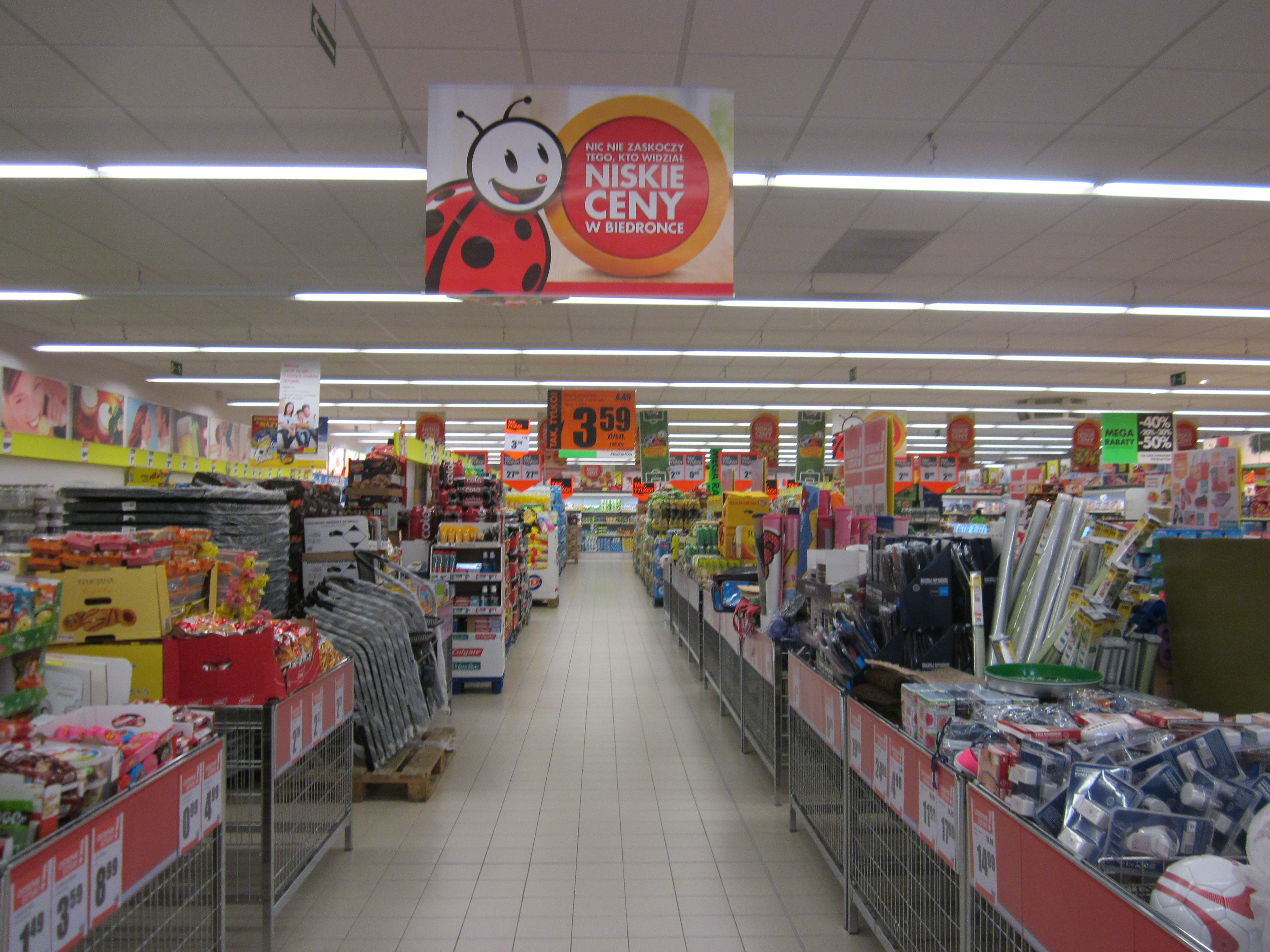
Dans un magasin Biedronka à Białystok.
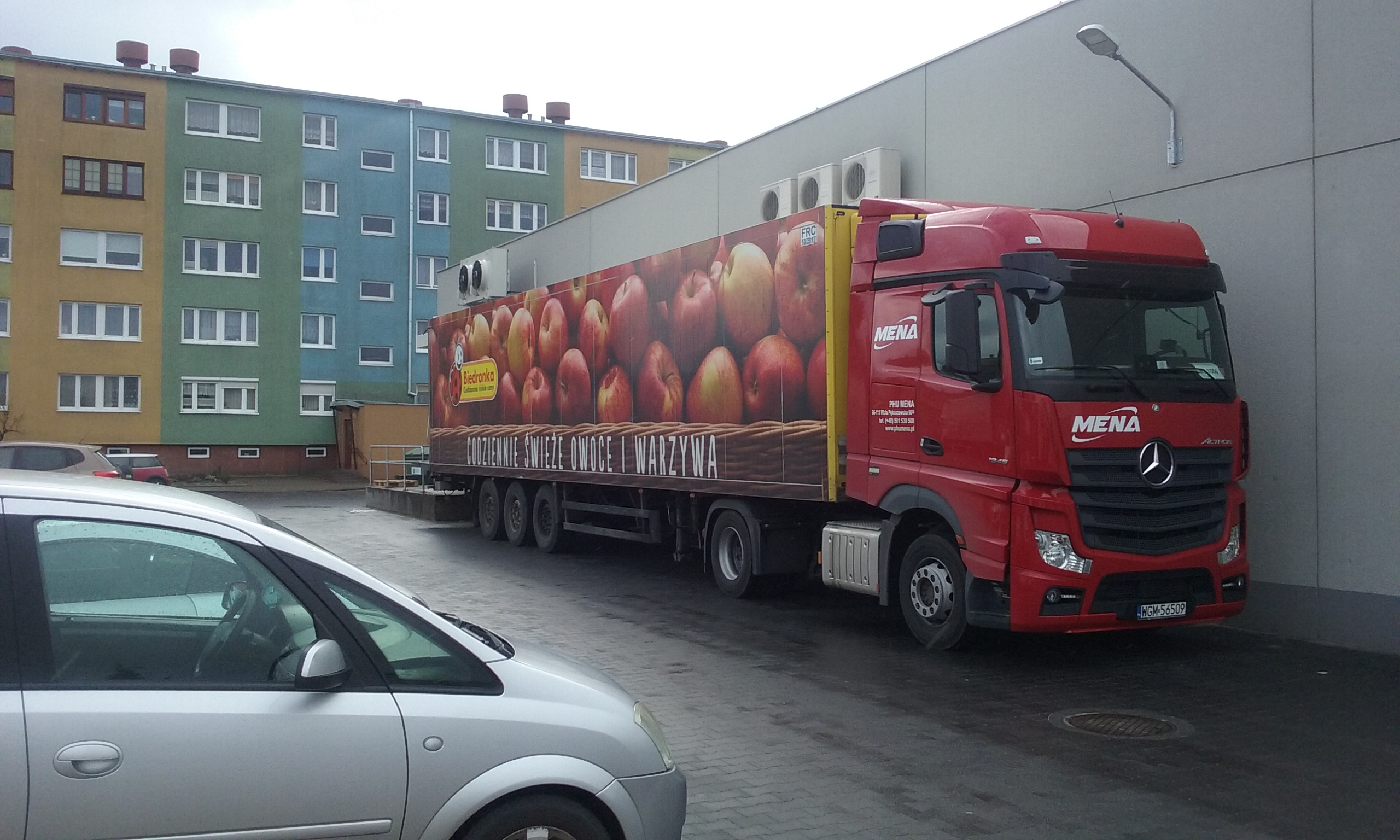
Le camion de Biedronka pendant le déchargement, Tomaszów Mazowiecki.